# 港西街
港西街是台灣基隆市市中心的主要道路之一，位於仁愛區，屬於市區道路。該路不分段，全線緊鄰基隆港西岸碼頭，北端連接中山一路，南端以圓環與忠一路、孝四路相接。基隆車站、基隆市公車總站、與各家客運業者在基隆市區的總站皆位於此路上，基隆港相關港務機構亦坐落於此，使其在基隆市的交通運輸上有舉足輕重的地位。雖名為「街」，但地位重要，故道路寬度較基隆市中心多數道路大。

## 概況
港西街開闢的確切時間已不可考，但應與基隆車站隨著縱貫鐵路興建的改築有關。在基隆車站於1908年遷移至港西街現址，基隆港合同廳舍（今海港大樓）、基隆港西岸上屋倉庫等公共設施完工後，逐漸成為基隆市中心的交通要道，日本郵船、大阪商船等日本企業也把駐基隆的分支機構設於港西街一帶。當時按照日本內地多不為市區街道取路名的習慣，將該道路的門牌號碼編為明治町一丁目5至26號。1945年中華民國接管臺灣後，基隆市政府為全市街道訂定路名時，因該道路位於基隆港西岸而取名為「港西街」。
港西街以基隆港西1、西碼頭交界處為準，分為南段與北段。南段路寬20公尺，該路的公共設施大多坐落於此路段。北段則夾在基隆港碼頭及台鐵基隆臨港線軌道（東側）與台鐵縱貫線軌道（西側）之間，在該路段中段有西向之道路與中山一路銜接，其上曾有縱貫線最北之平交道；該路段路寬7.5公尺，未來將利用台鐵基隆臨港線停用之軌道（2004年停駛）拓寬至10.5公尺。
港西街南端為基隆站前圓環，曾為省道台5線終點；北端則與基隆港西5、西6碼頭銜接。

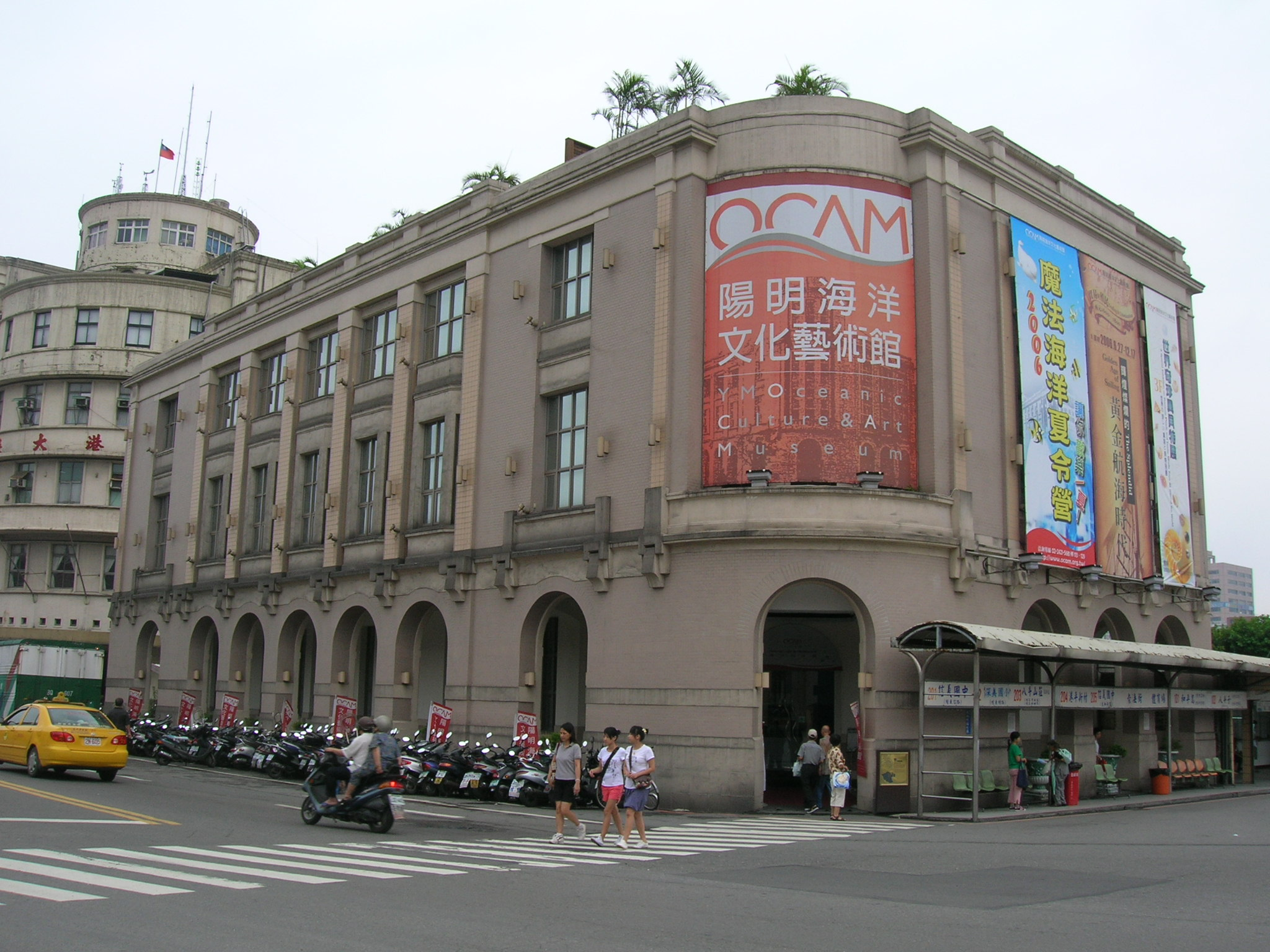
位於港西街上的陽明海洋文化藝術館
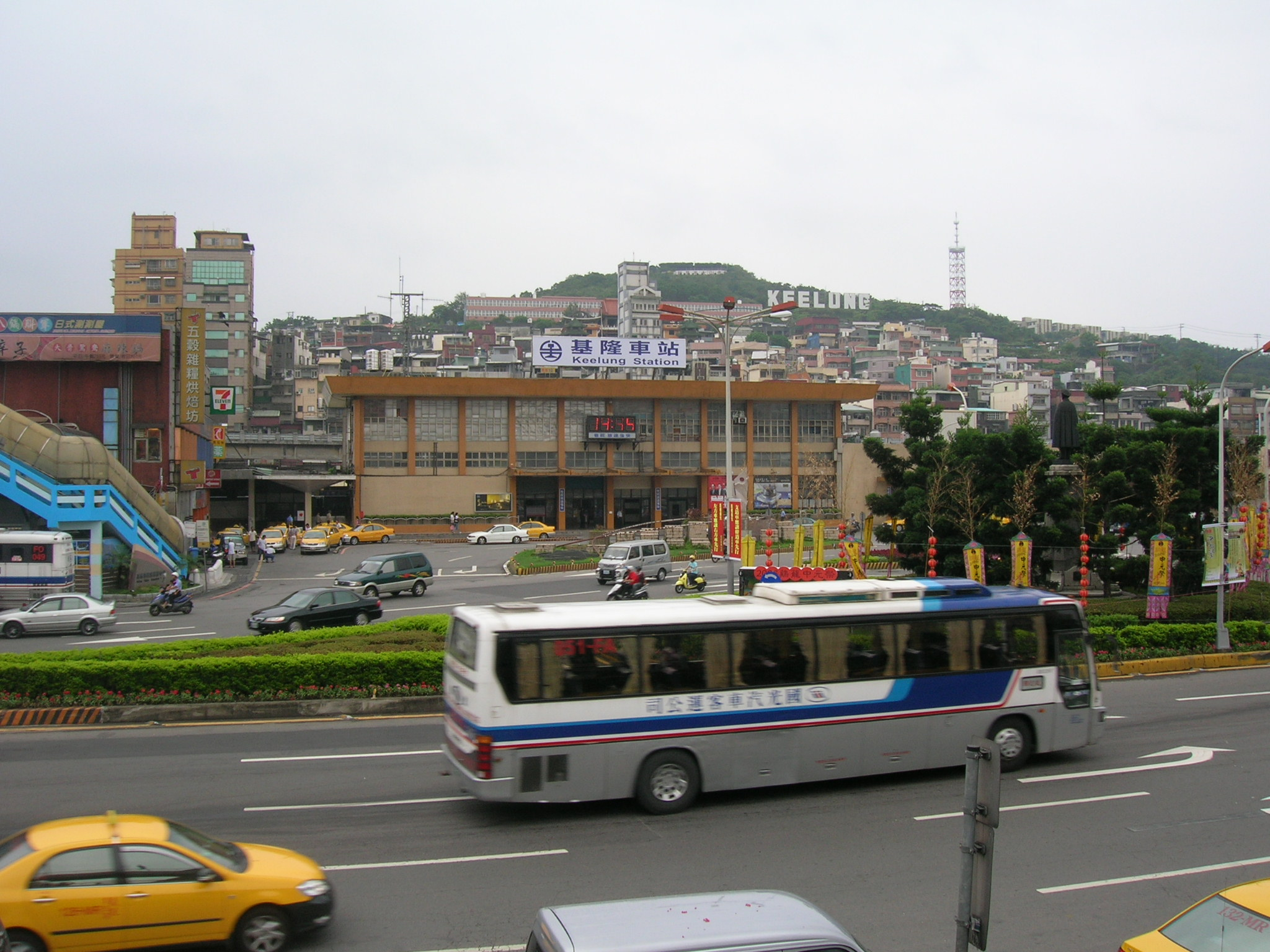
基隆車站與站前圓環（攝於2006年6月18日），原為省道台5線終點
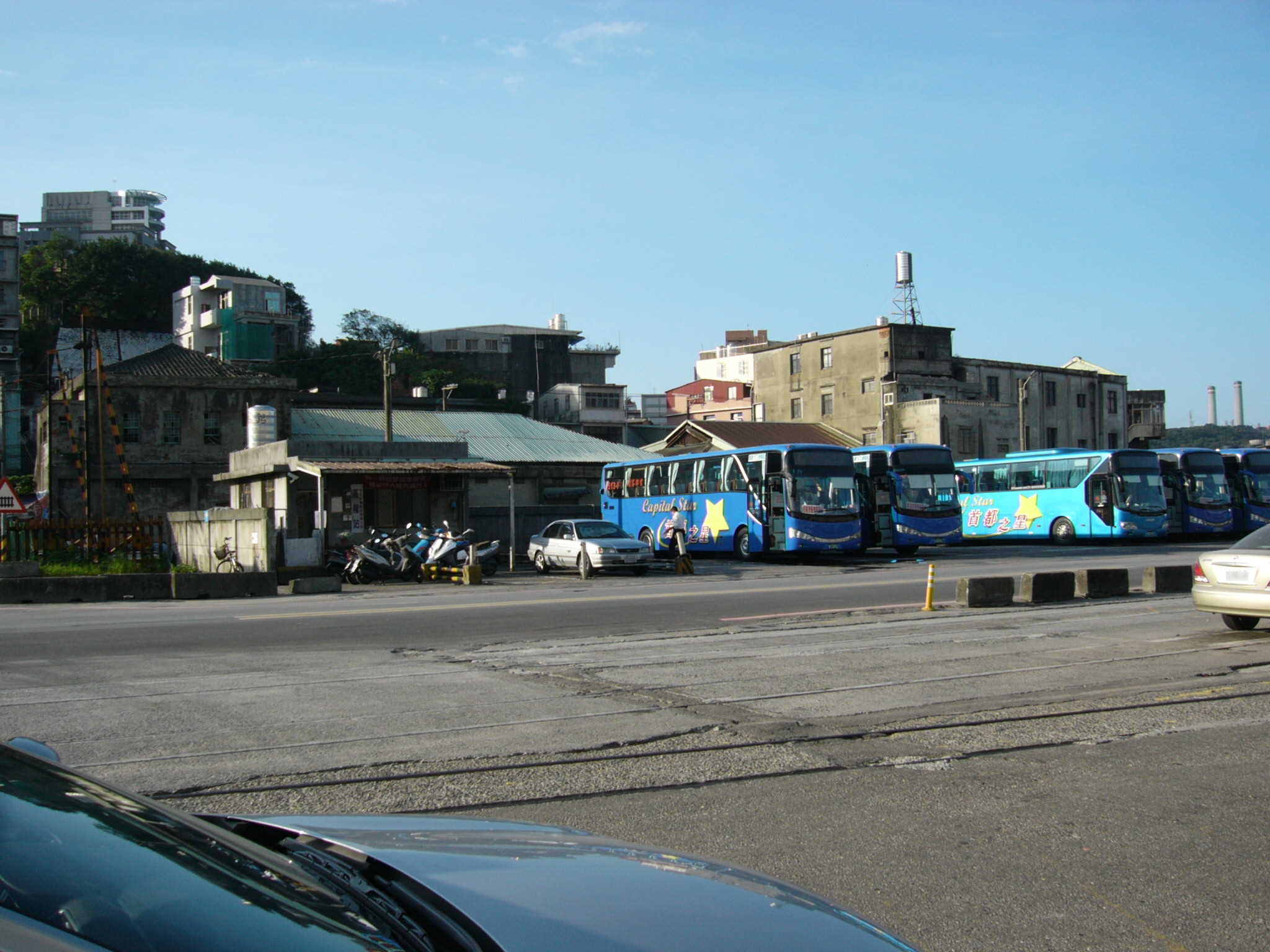
位於港西街北段的首都客運基隆站

## 沿線設施
（由北至南）
| 左側 - 基隆港西5—6碼頭（海軍基隆後勤支援指揮部使用） - 基隆火車站北號誌樓 - 長途客運發車集中區（福和客運、基隆客運、首都客運、汎航通運） - 台鐵基隆車站 - 國光客運基隆站 - 基隆市旅遊服務中心 | 右側 - 基隆港西2—4碼頭（包含西岸客運大樓） - 中華郵政基隆港西街郵局 - 經濟部標準檢驗局基隆分局 - 海港大樓（臺灣港務公司基隆港務分公司、交通部航港局北部航務中心、財政部關務署基隆關）／基隆港西1碼頭 - 陽明海洋文化藝術館 - 基隆市公車總站 - 基隆港小艇碼頭 |